# سیپار
سیپار 

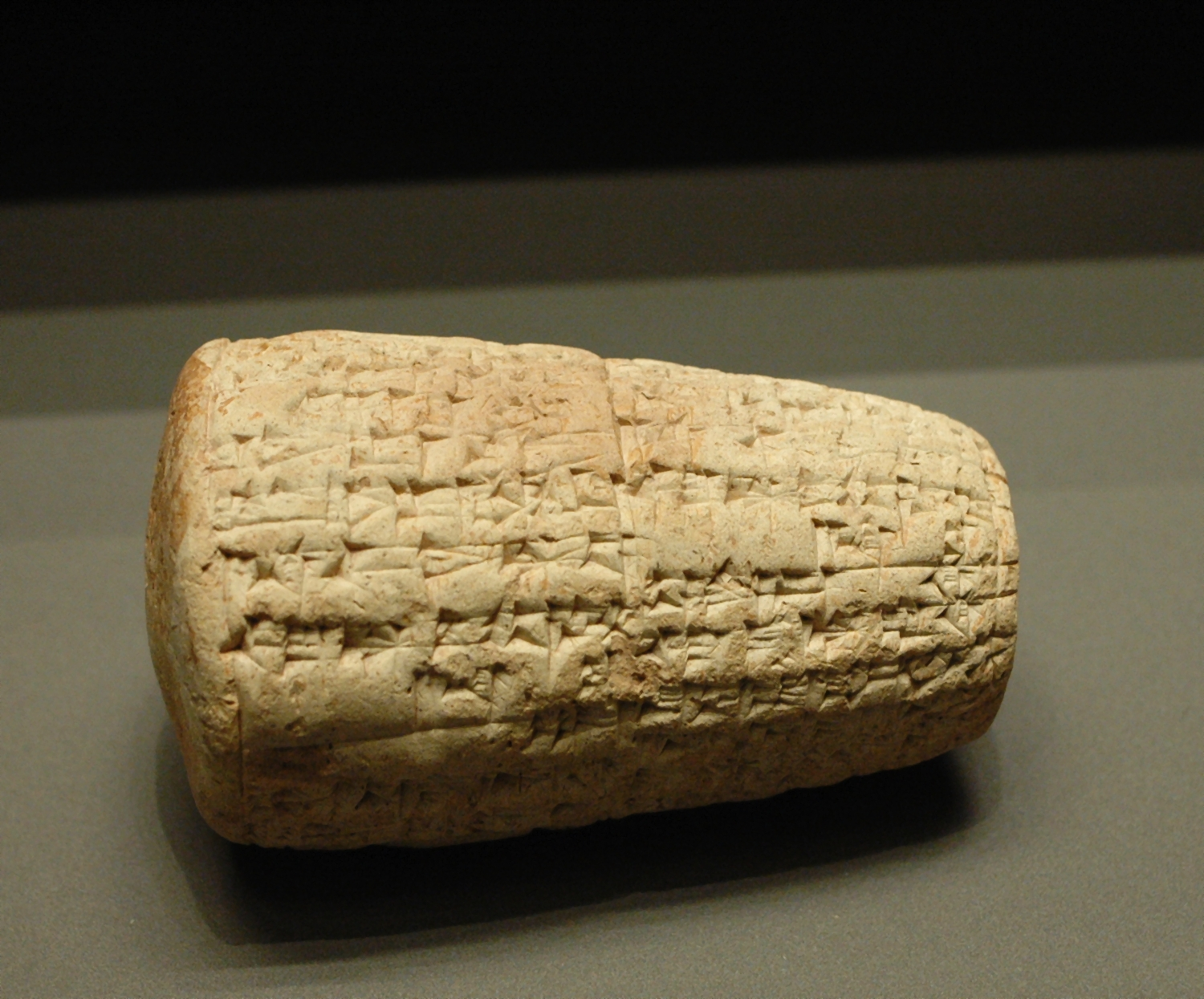
نمایی از مخروط سفالی حمورابی، یافت‌شده در شهر سیپار - ۲۰۰۵

(به سومری: Zimbir) (به انگلیسی: Sippar)، یکی از شهرهای باستانی نزدیک به رود فرات در میانرودان بود. موقعیت کنونی این شهر در استان بابل در کشور عراق است.